# Болебино
Болебино — деревня в Великолукском районе Псковской области России. Входит в состав сельского поселения «Букровская волость».
Расположена на северо-востоке района, на правом берегу реки Кунья, в 36 км к северо-востоку от центра города Великие Луки и в 2 км к югу от волостного центра Букрово-2.

## Население
Численность населения по оценке на 2000 год составляла 16 человек, на 2010 год — 23 человека.